# Juan Carlos Lamas
Juan Carlos Lamas (Rosario, Santa Fe; 13 de octubre de 1921 - Buenos Aires; 27 de julio de 2004 ) cuyo nombre real era Rafael Velázquez y que también usó el nombre artístico de Carlos Dumas, fue un cantor de tango y actor de cine y televisión.

## Actividad profesional
Tenía una voz chiquita pero muy expresiva, siempre bien colocada, con una afinación perfecta y sobria interpretación donde se destaca un fraseo porteño pero, a la vez, delicado. Cantó desde chico, alentado por su padre que era guitarrero y también cantor en la ciudad de  Rosario, comenzó en la radio local casi profesionalmente y luego en el Teatro Colón de Rosario, y por un tiempo cantó como integrante de una orquesta local.
Buscó suerte en Buenos Aires usando el seudónimo de Carlos Dumas, ayudado por el también rosarino Lito Bayardo y fue otro santafecino, Fulvio Salamanca, quien lo presentó a Juan D’Arienzo que por entonces tocaba en el cabaré Chantecler. Hizo una prueba con éxito y se incorporó a la orquesta para ser compañero de Héctor Mauré. Estuvo en el conjunto un año y medio, con actuaciones en la radio, el cabaré, los bailes de Carnaval en el Club River Plate y los habituales viajes a Montevideo. Dejó 15 temas grabados, Pompas de jabón, de Roberto Goyheneche y Enrique Cadícamo; Vieja recova, de Rodolfo Sciamarella y Embrujamiento, compuesto por Ricardo Malerba y Dante Smurra con letra de Manuel Ferradás Campos el 24 de septiembre de 1942; Carancho, de Fulvio Salamanca con letra de Héctor Marcó y Seguime corazón el 27 de octubre; Pobre mascarita, de Salvador Granata y Orlando Romanelli, el 29 de diciembre; la milonga Música de mi Argentina el 23 de junio de 1943; Aquel muchacho de la orquesta, de Luis Caruso, el 28 de septiembre y Candombe rioplatense, de Pintín Castellanos y Carmelo Santiago; Es inútil que la llores, de Salvador Grupillo y Luis Caruso y Viejo tintero, de Graciano De Leone y Estrella Mamán el 27 de diciembre.
Se retiró de la orquesta buscando nuevos horizontes y viajó por México, Cuba y Puerto Rico. En 1948 viajó a España, e hizo presentaciones personales en Madrid y Barcelona y dos años después se trasladó a Italia donde comenzó a actuar. Participó con pequeños papeles en 8 películas, una de las cuales fue Los infieles, protagonizada por Gina Lollobrigida y otra La dolce vita de Federico Fellini, trabajó en teatro en una comedia musical con Walter Chiari y cantó melodías románticas en radiofonía con Carlo Buti.
En 1955 retornó a la Argentina y trabajó en diversas películas, en  papeles secundarios y generalmente de hombre recio, y entre sus participaciones se recuerda especialmente al papel cumplido en el filme Procesado 1040, pues su trabajo fue muy elogiado por la crítica. En las décadas de 1970 y 1980 también trabajó en algunos programas de televisión.
En el año 1989 protagonizó, junto a Vicente Rubino "Noche de Guapos "  en la confitería La Real de Avellaneda con guion escritor balcarceño José Valle.
En la temporada 2003/04 fue parte del espectáculo " Tangos y algo más" junto a Gogó Andreu, Delfor Medina, María Alexandra, la cantante Gaby, Luis  Migliori y su orquesta, en la esquina Homero Manzi.
Falleció en Buenos Aires el 27 de julio de 2004.

## Filmografía
- Las lobas (1986)
- La Rosales (1984)
- El bromista (1981)
- Sucedió en el fantástico Circo Tihany (1981) …El Dandy
- Las mujeres son cosa de guapos (1981)
- El diablo metió la pata (1980)
- Departamento compartido   (1980)
- Cuatro pícaros bomberos (1979)
- Los drogadictos (1979) …Salinas
- El muerto (1975)
- Bajo el signo de la patria (1971)
- El santo de la espada o Estirpe de raza (1970)
- Amalio Reyes, un hombre (1970)
- Los muchachos de antes no usaban gomina (1969)
- Martín Fierro (1968)
- El gran robo (1968) …Integrante de la banda
- Destino para dos (1968) …Gerente
- La culpa (1967) Morales
- La ronda de los dientes blancos (Inédita) (1966)
- Convención de vagabundos (1965)
- Orden de matar (1965)
- Dos quijotes sobre ruedas (1964)
- Una excursión a los indios ranqueles (Abandonada) (1963)
- La fusilación o El último montonero (1963)
- Una jaula no tiene secretos (1962)
- El romance de un gaucho (1961)
- Procesado 1040 (1958) …Maidana

## Televisión
- Un minuto, treinta y dos segundos (película de televisión) (1992)
- Como la hiedra  (serie) (1987)…Jacinto
- Cuentos para la noche (Serie) (1976)
  - Trampa (1976)
  - El boleto (1976)
- Alta comedia (serie) 
  - Mujeres feas (1974)
- Malevo (serie) (1972)…Romualdo